# Эль, Луи Фердинанд Старший

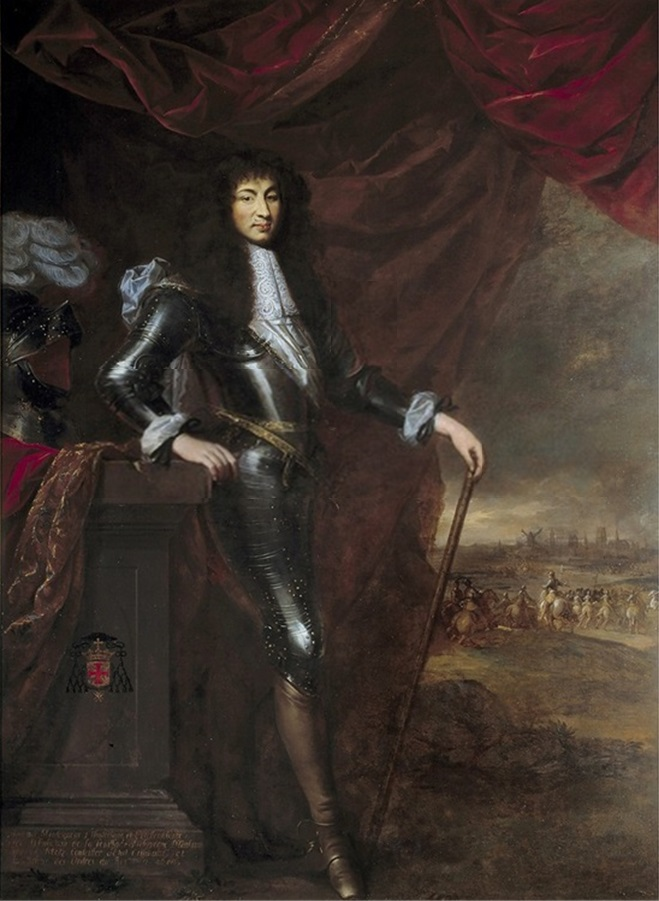
Портрет короля Франции Людовика XIV

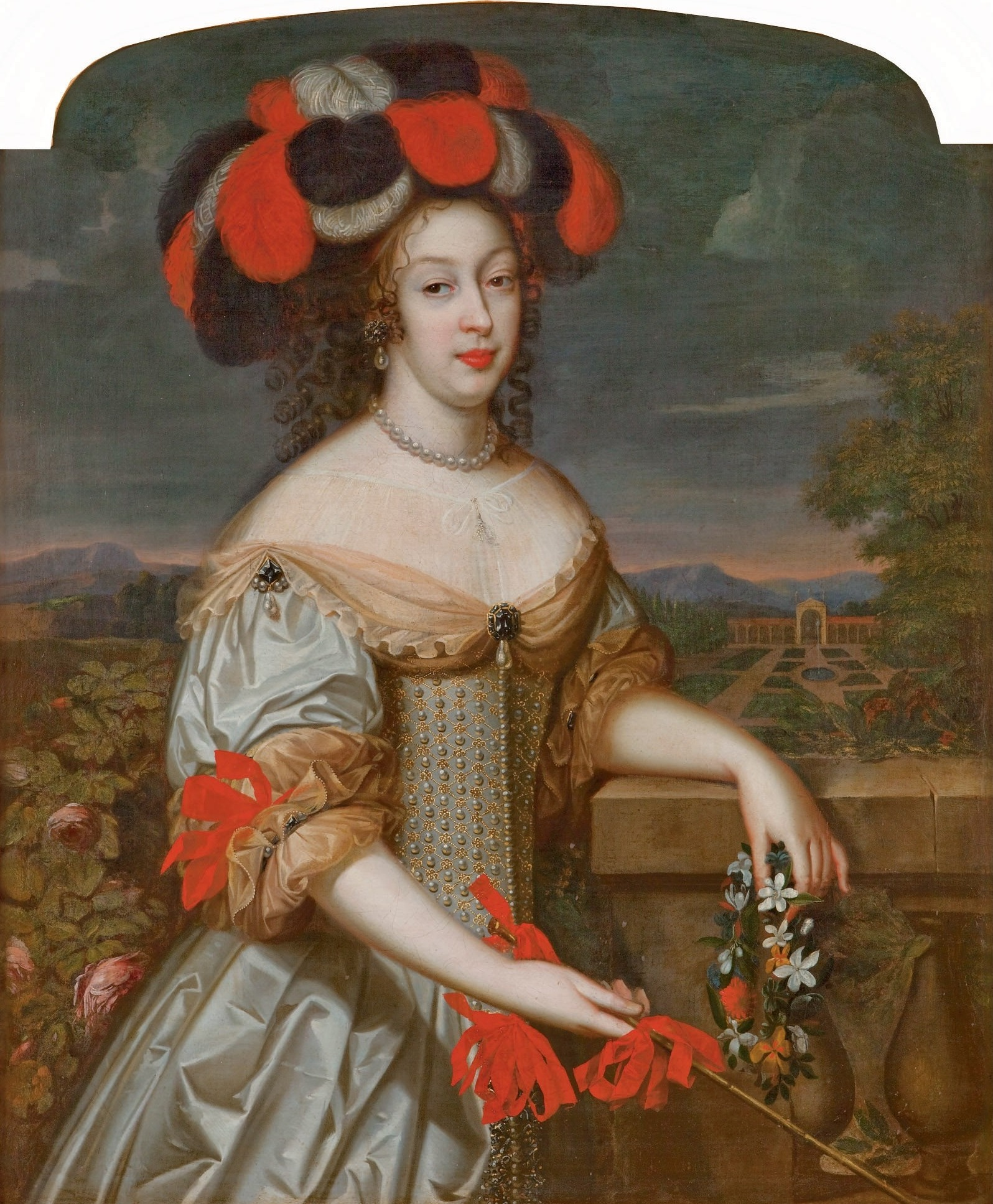
Портрет Анны де Монпансье

Луи Фердинанд Эль Старший (фр. Louis Ferdinand Elle l'Aîné; 1612, Париж — 1689, там же) — французский живописец-портретист, гравёр. Придворный художник.

## Биография
Сын придворного художника короля Людовика XIII — Фердинанда Эля (1570—1637). Первые уроки живописи получил у отца. С 1638 года работал подмастерьем.
По данным Нидерландского института истории искусств Луи Фердинанд был одним из 12 художников, недовольных Парижской Гильдии Святого Луки и который был членом-основателем Академии живописи и скульптуры в 1648 году. Профессор с 1659 года. 10 октября 1681 года был исключён из Академии как протестант, после отречения от веры был восстановлен в должности 26 января 1686 года.
Писал портреты для аристократов и представителей знати, среди его клиентов были кардинал Ришельё, Жан-Батист Кольбер, Николя Фуке; Герцог де Бофор, Анна Австрийская, Анна де Монпансье, маршал де Шомберг, а также король Испании Карл II и др.
Писал портреты под влиянием Антониса Ван Дейка и Шарля Эррара. Создал ряд эстампом.
Его полотна сейчас находится в Лувре в Париже, Музее Конде и Реймском музее изящных искусств.
Отец художника Луи Фердинанда Эля Младшего (1648—1717).

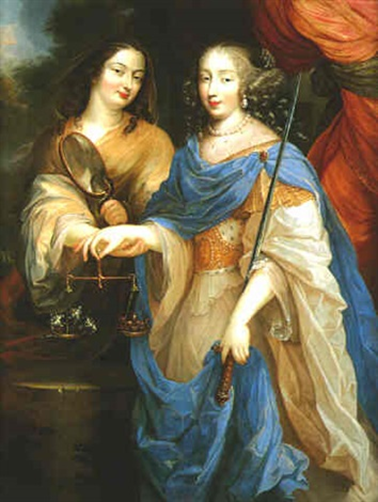
Аллегорический портрет Анны Австрийской в образе Справедливости
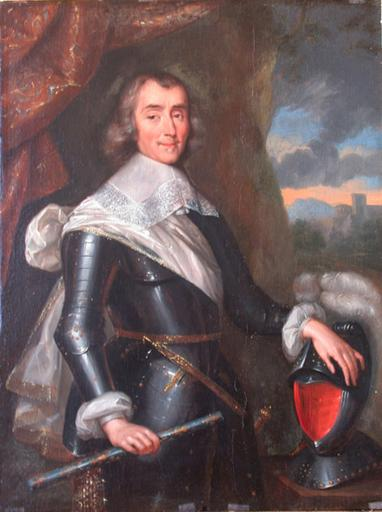
Портрет маршала Франции Абрахама Фабера
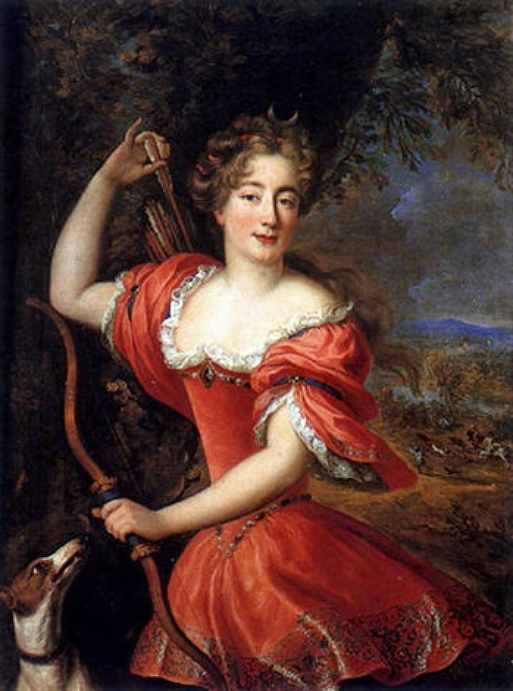
Портрет молодой женщины в образе Дианы
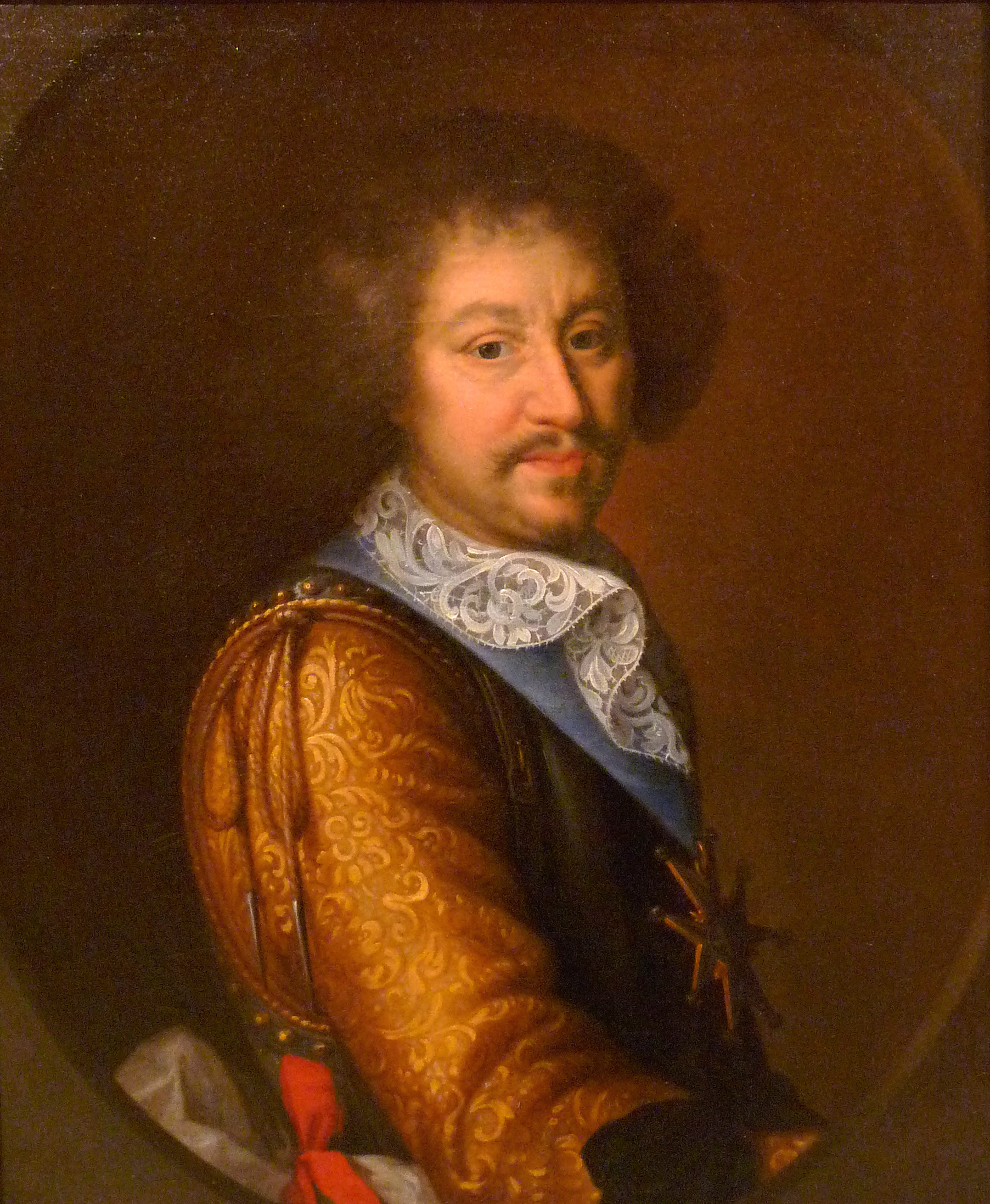
Портрет Франсуа д’ Эспине, сеньора де Сен-Люка, Дезай и де Бюзанкура, барона де Кревкер
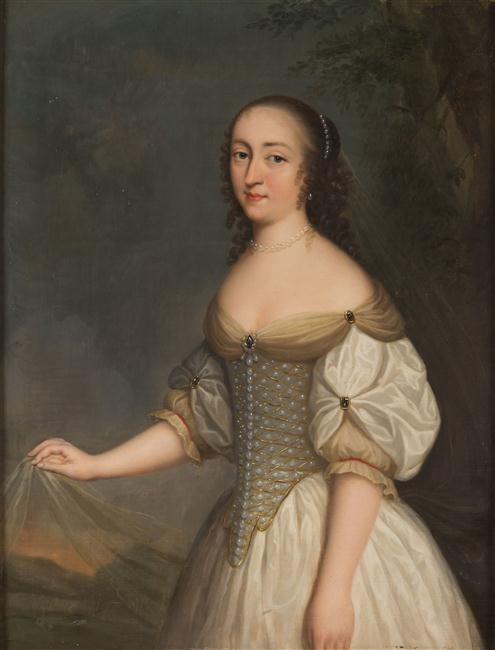
Портрет Лауры Манчини
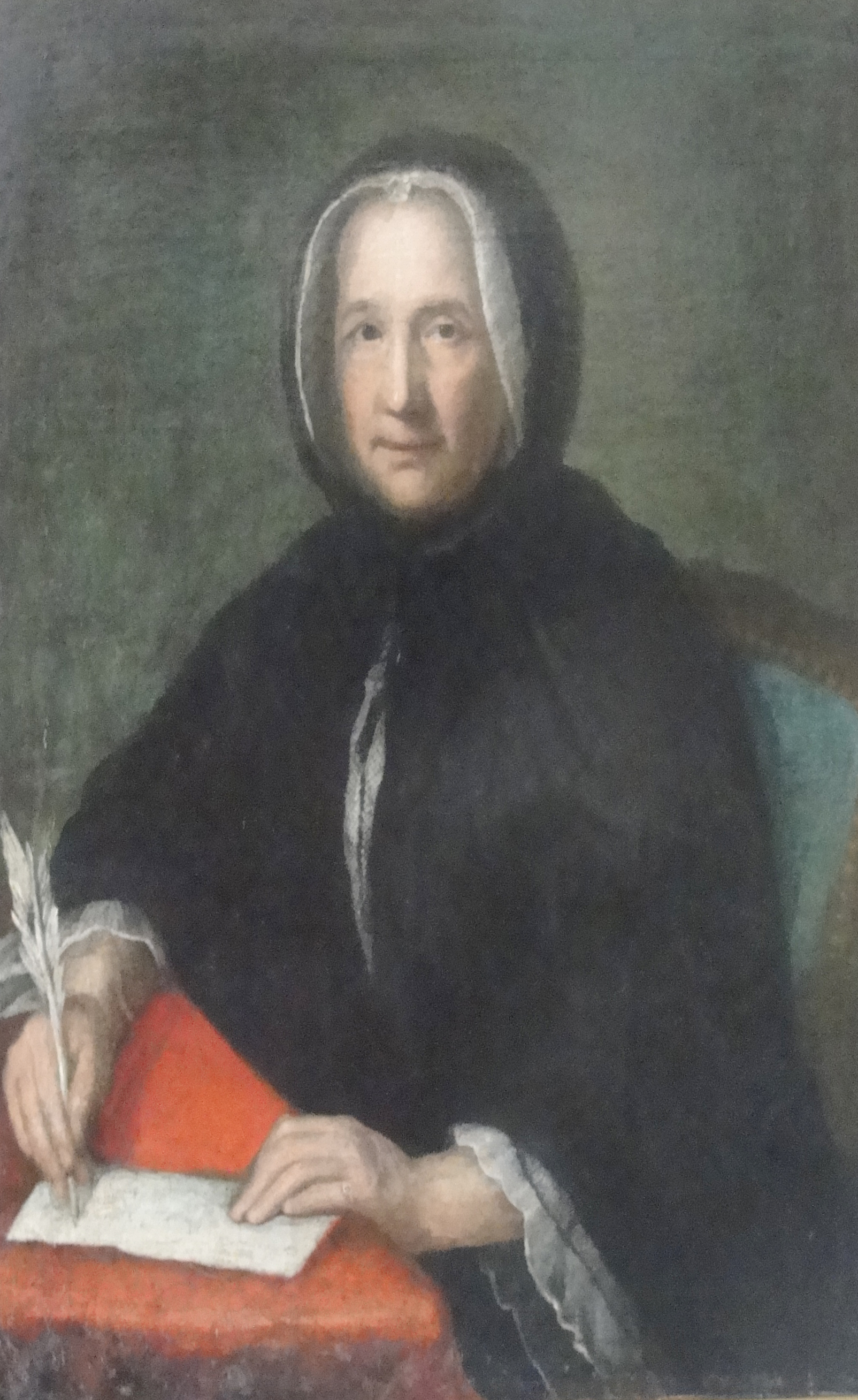
Портрет Мари Мадлен де Лафайет